# Renaud Barbaras
Renaud Barbaras (* 1955 in Paris) ist ein zeitgenössischer französischer Phänomenologe. Er hat zurzeit (2012) den Lehrstuhl und die Professur für zeitgenössische Philosophie an der Sorbonne inne (Université Paris I).

## Philosophie
Beeinflusst wurde er durch Husserl, Heidegger, Michel Henry und vor allem Merleau-Ponty. In jüngster Zeit beschäftigt er sich mit einem weiteren Phänomenologen, dem tschechischen Philosophen Jan Patočka, von dem er sich immer wieder neue Anstöße für seine weitere Entwicklung seiner Phänomenologie des Lebens (vgl. Introduction à une phénoménologie de la vie).

## Primärliteratur
In Ermangelung an deutschen Übersetzungen seiner Werke finden sich hier lediglich Verweise auf die französischen Werke und englischen Übertragungen.

### Ausgewählte Werke
- De l'être du phénomène. Sur l’ontologie de Merleau-Ponty. Grenoble, J. Millon, « Krisis », 1991.

english translation by Ted Toadvine and Leonard Lawlor: The Being of the Phenomenon: Merleau-Ponty’s Ontology. Indiana University Press, 2004.
- La Perception. Essai sur le sensible. Paris, Hatier, « Optiques, Philosophie », 1994. Rééd. Paris, Vrin, 2009.
- Merleau-Ponty. Paris, Ellipses, « Philo-Philosophes », 1997.
- Le tournant de l’expérience. Recherches sur la philosophie de Merleau-Ponty. Paris, Vrin, « Histoire de la philosophie », 1998.
- Le désir et la distance. Introduction à une phénoménologie de la perception. Paris, Vrin, « Problèmes et controverses », 1999.

english translation by Paul B. Milan: Desire and Distance: Introduction to a Phenomenology of Perception. Stanford University Press, 2005.
- Vie et intentionnalité. Recherches phénoménologiques. Paris, Vrin, 2003.
- Introduction à la philosophie de Husserl. Éditions de la Transparnce, 2004.
- Le mouvement de l’existence. Études sur la phénoménologie de Jan Patočka. Éditions de la Transparence, 2007.
- Introduction à une phénoménologie de la vie. Paris, Vrin, 2008.
- L’ouverture du monde: Lecture de Jan Patočka. Editions de la Transparence, 25. August 2011
- La vie lacunaire. Paris, Vrin, 19. September 2011

### Artikel, die ins Englische übersetzt worden sind
- Life, Movement, and Desire. In: Research in Phenomenology, 38 (1), S. 3–17.
- Affectivity and Movement: The Sense of Sensing in Erwin Straus. (PDF) In: Phenomenology and the Cognitive Sciences, 3 (2), S. 215–228.
- Francisco Varela: A New Idea of Perception and Life. (PDF) In: Phenomenology and the Cognitive Sciences, 1 (2), S. 127–132

## Sekundärliteratur
- Artikel über Barbaras’ Philosophie in Hans-Dieter Gondek, László Tengelyi: Neue Phänomenologie in Frankreich. Suhrkamp, Berlin 2011, ISBN 978-3-518-29574-8.